# Лапин, Александр Кондратьевич
Александр Кондратьевич Лапин (1894—1937) — советский учёный, директор Пушкинской опытной станции Всесоюзного института растениеводства.

## Биография
По национальности украинец. Родился в 1894 году в Черкасском уезде Киевской губернии в семье крепостного крестьянина графов Бобринских Кондрата Нефёдовича Лапина и крестьянки Марфы Феодосьевны Баголюк при Балаклейском сахарном заводе. Из девяти детей выжило только пятеро: Пётр, Сергей, Евгения, Василий и Александр. 
Александр окончил сельскую церковно-приходскую школу, высшее начальное городское училище в Смеле, Новозыбовское сельскохозяйственно-техническое училище и Московский Коммерческий институт. 
В 1919 году вступил в ВКП(б). Занимал различные руководящие должности: был членом президиума Украинского Совнархоза в Харькове, председателем Днепропетровского Совхозобъединения; в октябре 1923 года — управляющим делами Наркомзема УССР, затем — директором Института сахара в Киеве. В 1926—1930 годах руководил Сортово-семенным управлением Сахаротреста, и был директором Научного института селекции в Киеве.
В 1930 году по приглашению Н. И. Вавилова переехал с семьёй в Москву, где стал начальником одного из отделов ВАСХНИЛа, затем — директором Института природных каучуконосов. 
В середине 1930-х годов переехал в Ленинград к Вавилову. Был директором Пушкинской опытной станции Всесоюзного института растениеводства (ВИР). Во время кампании против академика Вавилова в июле 1937 года был арестован как «член право-троцкистской организации» вместе с Н. С. Переверзевым. Был приговорён по ст. 58-7-8-11 УК РСФСР к высшей мере наказания. Расстрелян в Ленинграде 30 ноября 1937 года. Посмертно реабилитирован. 

## Семья
Был трижды женат. В первом браке в 1919 году у него родился сын Анатолий. В 1927 году развёлся и женился повторно на Надежде Платоновне Вакар, дочери П. М. Вакара (1897—1991). В этом браке в 1931 году у него родилась дочь Наталья. После расстрела А. К. Лапина Надежда Платоновна с дочерью уехала в Тифлис. Дочь Наталья вышла замуж за Владимира Савушкина; была инженером-химиком, работала в НИИ угольной промышленности.  